# Liophis cursor
Liophis cursor là một loài rắn trong họ Rắn nước. Loài này được Lacépède mô tả khoa học đầu tiên năm 1789.